# パネアスのアリストブロス
パネアスのアリストブロス（古希:  Ἀριστόβουλος, Aristoboulos, 羅: Aristobulus, 英: Aristobulus of Paneas）は、紀元前3世紀か2世紀ころアレキサンドリアに在住した、ユダヤ系のアリストテレス学派の哲学者。新ピタゴラス学派の影響も見られる。

## 生涯
著作家によって活躍した年代が大きく異なって記述されている。たとえばアナトリウス（en:Anatolius）はプトレマイオス2世（ピラデルポス）の時代を示し、『新約聖書』の外典「マカベア第二書」ではアリストブロスはプトレマイオス6世（ピロメトル）の教師であったとされている。

## 思想
アリストブロスが著したモーセ五書の注釈書の断片は、エウセビオス『福音の備え』7巻14と8巻10に引用されて残っている。彼はモーセ五書を比喩的に解釈し、ホメロス・ヘシオドス・ピタゴラス・プラトン・アリストテレスなどが旧約聖書を自由に採用していたことを証示しようと努めた。エウセビオスはその『教会史』でも偉大なる教会著作家としてアリストブロスの名を挙げている。後継者フィロンと同じく、ユダヤ教をギリシア哲学により解釈し、互いに融和させようとした最初の一人であった。